# Juan Olivera (político peruano)
Juan Olivera fue un militar y político peruano. 
Formó parte del ejército libertador a mando de José de San Martín y sirvió en el sitio a El Callao hasta la conclusión de la guerra de independencia del Perú.
En 1826 tenía el cardo de intendente de la provincia de Yauyos, la misma por la que fue elegido al  Congreso General Constituyente de 1827 por el departamento de Lima. Dicho congreso constituyente fue el que elaboró la segunda constitución política del país.